# 趙容衡
趙容衡（1983年11月3日—），出生于韩国仁川广域市，足球运动员，现效力于K联赛球队济州联，他是韩国国家队的成员。

## 俱乐部生涯
2005年，趙容衡在富川SK（济州联的前身）开始职业足球生涯，2007年他曾短暂效力于城南一和一个赛季。2008年，趙容衡回到济州联。

## 国家队生涯
2008年1月30日，趙容衡在和智利的友谊赛中第一次代表国家队出场；並於2010年，首次代表韩国出戰南非主辦的2010年世界杯足球赛。

## 外部連結
- 趙容衡的Instagram帳戶